# Kreis Gorj

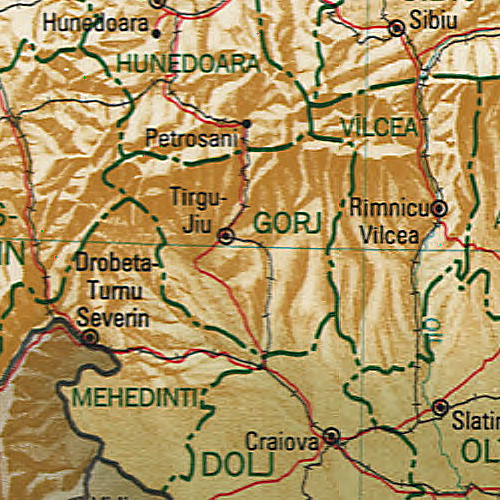
Karte des Kreises Gorj

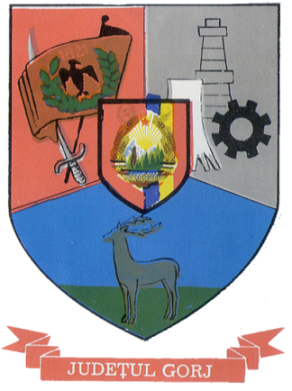
Wappen des Kreises Gorj, zur Zeit des Realsozialismus

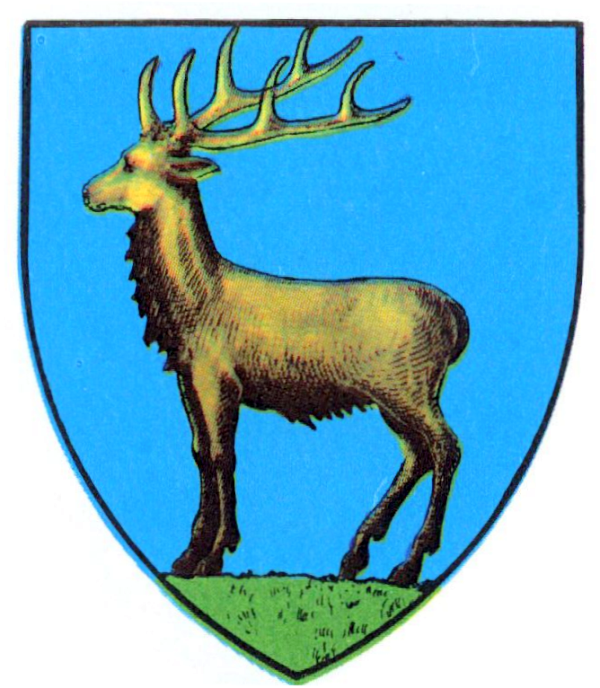
Wappen des Kreises Gorj, in der Zwischenkriegszeit

Gorj (Ausspracheⓘ) ist ein rumänischer Kreis (Județ) in der Region Walachei mit der Kreishauptstadt Târgu Jiu. Seine gängige Abkürzung und das Kfz-Kennzeichen sind GJ.
Der Kreis Gorj grenzt im Norden an den Kreis Hunedoara, desgleichen im Norden sowie auch im Osten an den Kreis Vâlcea, im Süden an den Kreis Dolj, im Südwesten sowie im Westen an den Kreis Mehedinți und im Nordwesten an den Kreis Caraș-Severin.

## Demografie
Im Jahr 2002 hatte der Kreis 387.407 Einwohner und eine Bevölkerungsdichte von 69 Einwohnern pro km².
2011 hatte der Kreis Gorj 341.594 Einwohner, somit eine Bevölkerungsdichte von 61 Einwohner pro km².

## Geografie
Der Kreis hat eine Gesamtfläche von 5602 km², dies entspricht 2,34 % der Fläche Rumäniens. Im südwestlichen Teil Rumäniens gelegen, befindet sich der Kreis Gorj im Norden der historischen Region der Kleinen Walachei südlich der Südkarpaten. Im Nordwesten des Kreises befindet sich das Godeanu-Gebirge (mit den Gipfeln Godeanu, 2229 m, und Paltina, 2149 m), im Norden das Vâlcan-Gebirge (Munții Vâlcan, mit den Gipfeln Olsea, 1946 m, Straja, 1868 m, Arcanul, 1760 m u. a.), das Parâng-Gebirge (mit den Gipfeln Micaia, 2170 m, Păpușa, 2136 m u. a.) und das Rotunda-Massiv (1600 m). Die drei größten Flüsse des Kreises sind Jiu (Schil), Gilort und Motru.

## Städte und Gemeinden
Der Kreis Gorj besteht aus offiziell 434 Ortschaften. Davon haben 9 den Status einer Stadt, 61 den einer Gemeinde und die übrigen sind administrativ den Städten und Gemeinden zugeordnet.
Größte Orte
| Stadt/Gemeinde              | Einwohner |
| --------------------------- | --------- |
| Târgu Jiu (dt. Tergoschwyl) | 73.545    |
| Motru                       | 15.950    |
| Rovinari                    | 10.246    |
| Bumbești-Jiu                | 07.684    |
| Târgu Cărbunești            | 07.616    |
| Bălești                     | 07.309    |
| Turceni                     | 06.891    |
| Bâlteni                     | 06.359    |
| Tismana                     | 06.359    |
| Plopșoru                    | 05.530    |
| Scoarța                     | 05.529    |
| Runcu                       | 05.324    |
| Novaci                      | 05.276    |
| Țânțăreni                   | 05.197    |
|                             |           |
| Țicleni                     | 03.934    |
| (Stand: 1. Dezember 2021)   |           |